# VSAM
Virtual Storage Access Method (VSAM) is een bestandssysteem van IBM voor het eerst gebruikt in het S/370-besturingssysteem en later met de MVS-architectuur. VSAM omvat vier toegangsmethoden: 
- Key Sequenced Data Set (KSDS),
- Relative Record Data Set (RRDS),
- Entry Sequenced Data Set (ESDS) en
- Linear Data Set (LDS).

VSAM-records kunnen een vaste of variabele recordlengte hebben. Ze zijn georganiseerd in blokken van vaste lengte genaamd Control Intervals (CI's), welke op hun beurt deel uitmaken van partities getiteld Control Areas (CA's). Control Interval-groottes meet men in bytes - bijvoorbeeld 4K - Control Area-groottes in schijfsporen of -cilinders.
Het programma IDCAMS wordt algemeen gebruikt om VSAM datasets te bewerken (delete en define). Applicatieprogramma's kunnen deze datasets met behulp van data definitions (DD's) benaderen via JCL (Job Control Language) of in online TP-pakketten, zoals CICS (Customer Information Control Systems.)
Zowel IMS als DB2 zijn boven VSAM gebouwd en gebruiken diens onderliggende gegevensstructuur.